# Corral del Carbón
Corral del Carbón är ett monument i Spanien. Det ligger i provinsen Provincia de Granada och regionen Andalusien, i den södra delen av landet, 400 km söder om huvudstaden Madrid. Corral del Carbón ligger 690 meter över havet.
Terrängen runt Corral del Carbón är kuperad österut, men västerut är den platt. Runt Corral del Carbón är det mycket tätbefolkat, med 1 463 invånare per kvadratkilometer. Närmaste större samhälle är Granada, 1,6 km nordväst om Corral del Carbón. Runt Corral del Carbón är det i huvudsak tätbebyggt.